# Geaya atrospinulosa
Geaya atrospinulosa is een hooiwagen uit de familie Sclerosomatidae.